# Élections générales espagnoles de 2016
Les élections générales espagnoles de 2016 (en espagnol : Elecciones generales de España de 2016) se tiennent le 26 juin 2016, un peu plus de cent quatre-vingts jours après le précédent scrutin parlementaire qui n'a pu dégager aucune majorité claire au Congrès des députés, la chambre basse des Cortes Generales.
À l'issue de ces précédentes élections, le Parti populaire (PP), dirigé par le président du gouvernement sortant Mariano Rajoy, est arrivé en tête avec 28,72 % des voix et 123 sièges acquis sur 350, perdant ainsi la majorité absolue qu'il détenait à la chambre basse bien qu'ayant conservé sa majorité au Sénat, avec 124 sièges sur les 208 concernés par ces élections.
Le Parti socialiste ouvrier espagnol (PSOE), arrivé deuxième avec 22 % des voix, soit l'un des plus faibles résultats de son histoire, s'est alors allié au parti centriste et libéral Ciudadanos pour former un gouvernement de coalition mais avec 90 sièges pour le PSOE et 40 autres pour Ciudadanos, le quorum pour atteindre la majorité absolue au Congrès n'était pas suffisant pour que le secrétaire général du PSOE, Pedro Sánchez, puisse être investi président du gouvernement.
C'est la première fois, depuis la Transition, que des élections générales sont convoqués après l'échec d'un candidat désigné par le roi à la présidence du gouvernement devant le Congrès des députés. Aucun gouvernement n'ayant été nommé à l'issue de ces élections, les ministres du cabinet sortant sont chargés d'expédier les affaires courantes jusqu'à ce qu'une majorité se dégage après alliances éventuelles entre partis.

## Système électoral
Les 615 parlementaires sont tous désignés pour une législature de quatre ans, sauf si celle-ci devait être abrégée par une dissolution approuvée par le roi d'Espagne.

### Congrès des députés
Les députés sont élus au scrutin proportionnel d'Hondt par province. Toute liste qui obtient 3 % des suffrages exprimés dans une province est admise à la répartition des sièges, nulle province ne pouvant avoir moins de deux députés.
| Circonscriptions                                                                      | Députés | Carte                                 |
| ------------------------------------------------------------------------------------- | ------- | ------------------------------------- |
| Madrid                                                                                | 36      | nombre de députés par circonscription |
| Barcelone                                                                             | 31      | nombre de députés par circonscription |
| Valence                                                                               | 16      | nombre de députés par circonscription |
| Alicante et Séville                                                                   | 12      | nombre de députés par circonscription |
| Málaga                                                                                | 11      | nombre de députés par circonscription |
| Murcie                                                                                | 10      | nombre de députés par circonscription |
| Cadix                                                                                 | 9       | nombre de députés par circonscription |
| Asturies, Îles Baléares, La Corogne, Las Palmas et Biscaye                            | 8       | nombre de députés par circonscription |
| Grenade, Pontevedra, Santa Cruz de Tenerife et Saragosse                              | 7       | nombre de députés par circonscription |
| Almería, Badajoz, Cordoue, Gérone, Guipuscoa, Tarragone et Tolède                     | 6       | nombre de députés par circonscription |
| Cantabrie, Castellón, Ciudad Real, Huelva, Jaén, Navarre et Valladolid                | 5       | nombre de députés par circonscription |
| Álava, Albacete, Burgos, Cáceres, León, Lérida, Lugo, Ourense, La Rioja et Salamanque | 4       | nombre de députés par circonscription |
| Ávila, Cuenca, Guadalajara, Huesca, Palencia, Ségovie, Teruel et Zamora               | 3       | nombre de députés par circonscription |
| Soria                                                                                 | 2       | nombre de députés par circonscription |
| Ceuta et Melilla                                                                      | 1       | nombre de députés par circonscription |

### Sénat
Les sénateurs sont élus au scrutin majoritaire plurinominal par province (et par île dans les deux communautés autonomes archipélagiques). Chaque province a quatre sénateurs, excepté Grande Canarie, Tenerife et Majorque (trois), Ceuta et Melilla (deux), Fuerteventura, La Gomera, El Hierro, Lanzarote et La Palma, Ibiza-Formentera et Minorque (un). En outre, les assemblées des communautés autonomes désignent un certain nombre de sénateurs, à raison d'un de droit, et un supplémentaire par million d'habitants. Ces sénateurs désignés étaient 57 en décembre 2015.

## Contexte

### Remise en cause du bipartisme
Les élections générales du 20 décembre 2015 remettent en cause trente années de bipartisme : le Parti populaire (PP), au pouvoir depuis sa victoire aux élections générales du 20 novembre 2011, perdait sa majorité absolue au Congrès des députés, la chambre basse des Cortes Generales ; alors que ce parti de droite à tendance conservatrice avait recueilli 44,6 % des voix à l'issue de ces élections et disposait d'une confortable majorité de 186 députés sur 350, il ne recueille alors que 28,7 % des voix et perd 63 de ses sièges. Quant au Parti socialiste ouvrier espagnol (PSOE), quatre ans après sa cuisante défaite face à la droite, il obtient le deuxième plus mauvais résultat de son histoire avec 22 % des suffrages, manquant d'être devancé de quelques dizaines de milliers de voix par le mouvement contestataire Podemos, qui réalise une percée tout à fait historique en obtenant 20,6 %, parvenant ainsi à faire entrer 69 de ses candidats au Congrès ; enfin, le parti centriste et libéral Ciudadanos obtient lui-même un résultat satisfaisant puisque, pour la première fois, il parvient à se faire représenter à la chambre basse après avoir recueilli 13,9 % des voix, bien que n'obtenant pas de sièges au Sénat, dont ce parti fondé en 2006 souhaite ardemment la suppression.
Ces élections favorisent l'émergence d'un Parlement fragmenté, sans qu'il n'y ait de majorité suffisamment claire capable d'approuver l'investiture du prochain chef du gouvernement. Des tractations ouvertes par le roi Felipe VI devaient entamer des discussions entre les différents partis représentés au Parlement pour qu'un accord soit trouvé afin qu'un gouvernement puisse être investi et que des élections générales anticipées, a priori inévitables compte tenu de la situation née des élections du 20 décembre 2015. Dès lors, le PP dirigé par Mariano Rajoy, chef du gouvernement sortant, propose au PSOE et à Ciudadanos un gouvernement de grande coalition qu'il dirigerait lui-même et qui serait constitué par ces trois partis réunis, ce qui constituerait un fait inédit dans l'histoire de l'Espagne.
Néanmoins, ces deux partis rejettent la proposition du PP, préférant s'allier pour investir le secrétaire général du PSOE, Pedro Sánchez.

## Campagne

### Forces politiques représentées au Parlement
| Parti                                                      | Chef                                           |                          |                                                                           | Alliés |
| ---------------------------------------------------------- | ---------------------------------------------- | ------------------------ | ------------------------------------------------------------------------- | --- |
| Parti populaire (PP)                                       | Mariano Rajoy Brey (Président du gouvernement) | Députés avant l'élection | 123                                                                       | Navarre : coalition avec l'Union du peuple navarrais (UPN) Aragon : coalition avec le Parti aragonais (PAR) Asturies : coalition avec le Forum des Asturies (FORO) |
| Parti populaire (PP)                                       | Mariano Rajoy Brey (Président du gouvernement) | Candidats présentés      | 350 (dans toute l'Espagne)                                                | Navarre : coalition avec l'Union du peuple navarrais (UPN) Aragon : coalition avec le Parti aragonais (PAR) Asturies : coalition avec le Forum des Asturies (FORO) |
| Parti populaire (PP)                                       | Mariano Rajoy Brey (Président du gouvernement) | Slogan                   | Pour (A Favor)                                                            | Navarre : coalition avec l'Union du peuple navarrais (UPN) Aragon : coalition avec le Parti aragonais (PAR) Asturies : coalition avec le Forum des Asturies (FORO) |
| Parti socialiste ouvrier espagnol (PSOE)                   | Pedro Sánchez                                  | Députés avant l'élection | 90                                                                        | Catalogne : candidature du Parti des socialistes de Catalogne (PSC) Canaries : coalition avec Nouvelles Canaries (NCa) Estrémadure : coalition avec Socialistes indépendants d'Estrémadure (SIEX) |
| Parti socialiste ouvrier espagnol (PSOE)                   | Pedro Sánchez                                  | Candidats présentés      | 350 (dans toute l'Espagne)                                                | Catalogne : candidature du Parti des socialistes de Catalogne (PSC) Canaries : coalition avec Nouvelles Canaries (NCa) Estrémadure : coalition avec Socialistes indépendants d'Estrémadure (SIEX) |
| Parti socialiste ouvrier espagnol (PSOE)                   | Pedro Sánchez                                  | Slogan                   | Un Oui pour le changement (Un Sí por el Cambio)                           | Catalogne : candidature du Parti des socialistes de Catalogne (PSC) Canaries : coalition avec Nouvelles Canaries (NCa) Estrémadure : coalition avec Socialistes indépendants d'Estrémadure (SIEX) |
| Unidos Podemos (Podemos-IU-Equo)                           | Pablo Iglesias Turrión                         | Députés avant l'élection | 71                                                                        | Coalition de Podemos, de Gauche unie (IU) et d'Equo Catalogne : présent sous le nom de En Commun Nous pouvons-Gagnons le Changement avec Barcelone en commun, l'Initiative pour la Catalogne Verts (ICV), la Gauche unie et alternative (EUiA) et le Parti pirate de Catalogne. Communauté valencienne : présent sous le nom de À la valencienne avec la Coalition Compromís Galice : présent sous le nom de En Marée avec Anova-Fraternité nationaliste |
| Unidos Podemos (Podemos-IU-Equo)                           | Pablo Iglesias Turrión                         | Candidats présentés      | 350 (dans toute l'Espagne)                                                | Coalition de Podemos, de Gauche unie (IU) et d'Equo Catalogne : présent sous le nom de En Commun Nous pouvons-Gagnons le Changement avec Barcelone en commun, l'Initiative pour la Catalogne Verts (ICV), la Gauche unie et alternative (EUiA) et le Parti pirate de Catalogne. Communauté valencienne : présent sous le nom de À la valencienne avec la Coalition Compromís Galice : présent sous le nom de En Marée avec Anova-Fraternité nationaliste |
| Unidos Podemos (Podemos-IU-Equo)                           | Pablo Iglesias Turrión                         | Slogan                   | Le sourire d'un pays (La Sonrisa de un País)                              | Coalition de Podemos, de Gauche unie (IU) et d'Equo Catalogne : présent sous le nom de En Commun Nous pouvons-Gagnons le Changement avec Barcelone en commun, l'Initiative pour la Catalogne Verts (ICV), la Gauche unie et alternative (EUiA) et le Parti pirate de Catalogne. Communauté valencienne : présent sous le nom de À la valencienne avec la Coalition Compromís Galice : présent sous le nom de En Marée avec Anova-Fraternité nationaliste |
| Ciudadanos                                                 | Albert Rivera                                  | Députés avant l'élection | 40                                                                        | |
| Ciudadanos                                                 | Albert Rivera                                  | Candidats présentés      | 350 (dans toute l'Espagne)                                                | |
| Ciudadanos                                                 | Albert Rivera                                  | Slogan                   | Temps d'accord, temps de changement (Tiempo de Acuerdo, Tiempo de Cambio) | |
| Gauche républicaine de Catalogne-Catalogne Oui (ERC-CatSí) | Gabriel Rufián                                 | Députés avant l'élection | 9                                                                         | Coalition de la Gauche républicaine de Catalogne (ERC) et Catalogne Oui (Cat Sí). |
| Gauche républicaine de Catalogne-Catalogne Oui (ERC-CatSí) | Gabriel Rufián                                 | Candidats présentés      | 47 (seulement en Catalogne)                                               | Coalition de la Gauche républicaine de Catalogne (ERC) et Catalogne Oui (Cat Sí). |
| Gauche républicaine de Catalogne-Catalogne Oui (ERC-CatSí) | Gabriel Rufián                                 | Slogan                   | Nous sommes République (Som República)                                    | Coalition de la Gauche républicaine de Catalogne (ERC) et Catalogne Oui (Cat Sí). |
| Convergence démocratique de Catalogne (CDC)                | Francesc Homs                                  | Députés avant l'élection | 8                                                                         | |
| Convergence démocratique de Catalogne (CDC)                | Francesc Homs                                  | Candidats présentés      | 47 (seulement en Catalogne)                                               | |
| Convergence démocratique de Catalogne (CDC)                | Francesc Homs                                  | Slogan                   |                                                                           | |
| Parti nationaliste basque (EAJ-PNV)                        | Andoni Ortuzar                                 | Députés avant l'élection | 6                                                                         | |
| Parti nationaliste basque (EAJ-PNV)                        | Andoni Ortuzar                                 | Candidats présentés      | 18 (seulement en Pays basque)                                             | |
| Parti nationaliste basque (EAJ-PNV)                        | Andoni Ortuzar                                 | Slogan                   | L'Euskadi est ce qui importe (Euskadi es lo que importa)                  | |
| Euskal Herria-Uni (EH Bildu)                               | Marian Beitialarrangoitia                      | Députés avant l'élection | 2                                                                         | Coalition de Eusko Alkartasuna (EA), Aralar, Alternatiba et Sortu. |
| Euskal Herria-Uni (EH Bildu)                               | Marian Beitialarrangoitia                      | Candidats présentés      | 23 (seulement en Pays basque et en Navarre)                               | Coalition de Eusko Alkartasuna (EA), Aralar, Alternatiba et Sortu. |
| Euskal Herria-Uni (EH Bildu)                               | Marian Beitialarrangoitia                      | Slogan                   | Nous allons créer les opportunités (Vamos a Crear Oportunidades)          | Coalition de Eusko Alkartasuna (EA), Aralar, Alternatiba et Sortu. |
| Coalition canarienne-Parti nationaliste canarien (CC-PNC)  | Ana Oramas                                     | Députés avant l'élection | 1                                                                         | Coalition du Parti nationaliste canarien (PNC), Groupes indépendants des Canaries (AIC) et Assemblée Majorera (AM). |
| Coalition canarienne-Parti nationaliste canarien (CC-PNC)  | Ana Oramas                                     | Candidats présentés      | 15 (seulement en Canaries)                                                | Coalition du Parti nationaliste canarien (PNC), Groupes indépendants des Canaries (AIC) et Assemblée Majorera (AM). |
| Coalition canarienne-Parti nationaliste canarien (CC-PNC)  | Ana Oramas                                     | Slogan                   | À partir de maintenant (De Aquí en Adelante)                              | Coalition du Parti nationaliste canarien (PNC), Groupes indépendants des Canaries (AIC) et Assemblée Majorera (AM). |

### Intentions de vote
- PP
- UP (Podemos+IU)
- PSOE
- Podemos
- C's
- IU-UP
- ERC
- DL/CDC
- PNV

## Résultats

### Congrès des députés
|                                              |                                                         |                                                         |            |       |      |               |               |  |  |
| Parti ou coalition                           | Parti ou coalition                                      | Parti ou coalition                                      | Voix       | %     | +/-  | Sièges        | +/-           |  |  |
|                                              |                                                         | Parti populaire (PP)                                    | 7 372 172  | 30,65 | 4,01 | 126           | 14            |  |  |
|                                              | PP-Parti aragonais (PAR)                                | 252 456                                                 | 1,05       | 0,14  | 6    | en stagnation |               |  |  |
|                                              | PP-Forum des Asturies (FAC)                             | 209 632                                                 | 0,87       | 0,13  | 3    | en stagnation |               |  |  |
|                                              | PP-Union du peuple navarrais (UPN-PP)                   | 106 976                                                 | 0,44       | 0,03  | 2    | en stagnation |               |  |  |
| Total Parti populaire                        | Total Parti populaire                                   | 7 941 236                                               | 33,01      | 4,30  | 137  | 14            |               |  |  |
|                                              |                                                         | Parti socialiste ouvrier espagnol (PSOE)                | 4 663 505  | 19,39 | 0,60 | 75            | 3             |  |  |
|                                              | Parti des socialistes de Catalogne (PSC)                | 559 870                                                 | 2,33       | 0,01  | 7    | 1             |               |  |  |
|                                              | PSOE-Nouvelles Canaries (NCa)                           | 220 471                                                 | 0,92       | 0,05  | 3    | 1             |               |  |  |
| Total Parti socialiste ouvrier espagnol      | Total Parti socialiste ouvrier espagnol                 | 5 443 846                                               | 22,63      | 0,63  | 85   | 5             |               |  |  |
|                                              |                                                         | Podemos                                                 | 3 227 123  | 13,42 | 2,63 | 45            | 1             |  |  |
|                                              | En Comú Podem (ECP)                                     | 853 102                                                 | 3,55       | 0,14  | 12   | en stagnation |               |  |  |
|                                              | A la valenciana                                         | 659 771                                                 | 2,74       | 0,38  | 9    | en stagnation |               |  |  |
|                                              | En Marea                                                | 347 542                                                 | 1,44       | 0,19  | 5    | 1             |               |  |  |
| Total coalition Unidos Podemos               | Total coalition Unidos Podemos                          | 5 087 538                                               | 21,15      | 3,34  | 71   | en stagnation |               |  |  |
|                                              | Ciudadanos (Cs)                                         | Ciudadanos (Cs)                                         | 3 141 570  | 13,06 | 0,88 | 32            | 8             |  |  |
|                                              |                                                         | Gauche républicaine-Catalunya Sí (ERC–CatSí)            | 632 234    | 2,63  | 0,24 | 9             | en stagnation |  |  |
|                                              | Souveraineté pour les îles (SI)                         | 7 418                                                   | 0,03       | Nv.   | 0    | en stagnation |               |  |  |
| Total Coalition Gauche republicaine-CatSí-SI | Total Coalition Gauche republicaine-CatSí-SI            | 639 652                                                 | 2,66       | 0,26  | 9    | en stagnation |               |  |  |
|                                              | Convergence démocratique de Catalogne (CDC)             | Convergence démocratique de Catalogne (CDC)             | 483 488    | 2,01  | 0,24 | 8             | en stagnation |  |  |
|                                              | Parti nationaliste basque (EAJ/PNV)                     | Parti nationaliste basque (EAJ/PNV)                     | 287 014    | 1,19  | 0,01 | 5             | 1             |  |  |
|                                              | Parti animaliste contre la maltraitance animale (PACMA) | Parti animaliste contre la maltraitance animale (PACMA) | 286 702    | 1,19  | 0,32 | 0             | en stagnation |  |  |
|                                              | Euskal Herria Bildu (EH Bildu)                          | Euskal Herria Bildu (EH Bildu)                          | 184 713    | 0,77  | 0,10 | 2             | en stagnation |  |  |
|                                              | Coalition canarienne (CCa–PNC)                          | Coalition canarienne (CCa–PNC)                          | 78 253     | 0,33  | 0,01 | 1             | en stagnation |  |  |
|                                              | Recortes Cero-Grupo Verde (Recortes Cero–GV)            | Recortes Cero-Grupo Verde (Recortes Cero–GV)            | 51 907     | 0,22  | 0,03 | 0             | en stagnation |  |  |
|                                              | Union, progrès et démocratie (UPyD)                     | Union, progrès et démocratie (UPyD)                     | 50 247     | 0,21  | 0,41 | 0             | en stagnation |  |  |
|                                              | Vox                                                     | Vox                                                     | 47 182     | 0,20  | 0,01 | 0             | en stagnation |  |  |
|                                              | Bloc nationaliste galicien (BNG–Nós)                    | Bloc nationaliste galicien (BNG–Nós)                    | 45 252     | 0,19  | 0,09 | 0             | en stagnation |  |  |
|                                              | Parti communiste des peuples d'Espagne (PCPE)           | Parti communiste des peuples d'Espagne (PCPE)           | 26 627     | 0,11  | 0,01 | 0             | en stagnation |  |  |
|                                              | 32 autres partis (moins de 0,10 % chacun)               | 32 autres partis (moins de 0,10 % chacun)               | 86 876     | 0,36  | -    | 0             | en stagnation |  |  |
|                                              | Vote blanc                                              | Vote blanc                                              | 179 081    | 0,74  | 0,01 |               |               |  |  |
|                                              |                                                         |                                                         |            |       |      |               |               |  |  |
| Suffrages exprimés                           | Suffrages exprimés                                      | Suffrages exprimés                                      | 24 053 755 | 99,07 |      |               |               |  |  |
| Votes nuls                                   | Votes nuls                                              | Votes nuls                                              | 225 504    | 0,93  |      |               |               |  |  |
| Total                                        | Total                                                   | Total                                                   | 24 279 259 | 100   | -    | 350           | en stagnation |  |  |
| Abstention                                   | Abstention                                              | Abstention                                              | 12 241 654 | 33,52 |      |               |               |  |  |
| Inscrits/Participation                       | Inscrits/Participation                                  | Inscrits/Participation                                  | 36 520 913 | 66,48 |      |               |               |  |  |

### Sénat
|       |                                                            |        |  |  |  |  |  |  |  |
| Liste | Liste                                                      | Sièges |  |  |  |  |  |  |  |
|       | Parti populaire (PP)                                       | 126    |  |  |  |  |  |  |  |
|       | Parti socialiste ouvrier espagnol (PSOE)                   | 42     |  |  |  |  |  |  |  |
|       | Unidos Podemos                                             | 16     |  |  |  |  |  |  |  |
|       | Gauche républicaine de Catalogne-Catalunya Sí (ERC-CAT SÍ) | 10     |  |  |  |  |  |  |  |
|       | Parti nationaliste basque (EAJ-PNV)                        | 5      |  |  |  |  |  |  |  |
|       | Convergence démocratique de Catalogne (CDC)                | 2      |  |  |  |  |  |  |  |
|       | Parti aragonais (PAR)                                      | 2      |  |  |  |  |  |  |  |
|       | Union du peuple navarrais (UPN)                            | 1      |  |  |  |  |  |  |  |
|       | Groupement indépendant d'El Hierro                         | 1      |  |  |  |  |  |  |  |
|       | Nouvelles Canaries                                         | 1      |  |  |  |  |  |  |  |
|       | Groupement socialiste gomérien (ASG)                       | 1      |  |  |  |  |  |  |  |
|       | Forum des Asturies (Foro)                                  | 1      |  |  |  |  |  |  |  |
| Total | Total                                                      | 208    |  |  |  |  |  |  |  |

### Conséquences
Au soir du scrutin, le Parti populaire du président sortant est le seul parti national à avoir gagné des sièges au Congrès des députés et maintenant sa majorité absolue au Sénat. Mariano Rajoy revendique alors son « droit à gouverner » et indique qu'il tentera de « former un nouveau gouvernement ». Il se voit refuser l'idée de grande coalition avec les socialistes par la négative de Sánchez. Le Parti nationaliste basque indique dès lors qu'il ne soutiendra aucun candidat puisqu'il n'est pas présent pour « régler les affaires de l'Espagne » et invite les socialistes à reconsidérer leur position.
Après près de deux mois de négociations, un accord est trouvé entre les centristes de Ciudadanos et le Parti populaire reposant sur un pacte d'anti-corruption de la part du parti de droite. Mariano Rajoy appelle alors les socialistes à faire des concessions, ce que le secrétaire général du PSOE, Pedro Sánchez, refuse, affirmant qu'« il ne peut y avoir de régénération que si Rajoy n'est plus chef de gouvernement ».
Finalement, le 23 octobre 2016, le président de la direction provisoire du PSOE, Javier Fernández Fernández, annonce qu'il va laisser Mariano Rajoy former un nouveau gouvernement. Cela met fin à dix mois de crise politique. L'investiture de Mariano Rajoy, formant ainsi le gouvernement Rajoy II, est validée le 29 octobre.
Lors du vote d'une motion de censure le 1er juin 2018, le Congrès des députés remplace Mariano Rajoy par Pedro Sánchez, qui forme à son tour un gouvernement minoritaire. Le 15 février 2019, le chef de l'exécutif convoque des élections générales anticipées pour le 28 avril après que les députés ont rejeté son projet de loi de finances pour 2019.